# CART World Series (jogo eletrônico)
CART World Series é um jogo eletrônico de corrida para PlayStation desenvolvido pela Sony Computer Entertainment para o PlayStation lançado em 1997, baseados na temporada da CART de 1997.
O jogo possui circuitos reais e pilotos licenciados, modos arcade e simulação, além de modificar ajustes aerodinâmicos do carro, o jogo possui modo multiplayer através de tela divida ou link cable.

## Calendário
O jogo conta com 10 pistas selecionáveis disponíveis tanto em corrida única, quanto no modo temporada, no modo arcade e no modo simulador, independente do nível selecionado. Na vida real a Temporada da CART em 1997 contou com 17 etapas, já no game a sequência do modo temporada é a seguinte 
- Homestead

- Long Beach

- Nazareth

- Milwaukee

- Cleveland

- Michigan

- Mid Ohio

- Vancouver

- Laguna Seca

- Fontana  Não contendo as etapas de Surfer´s Paradise (segunda etapa do ano), Rio 400 (quinta etapa do ano), St Louis (sexta etapa do ano), Portland (nona etapa do ano), Toronto (décima primeira etapa do ano) e Road América (décima quarta etapa do ano).

## Pilotos
O jogo conta com 23 pilotos selecionáveis nas mesmas condições citadas das pistas, os pilotos se revessam entre as etapas já que apenas 15 pilotos correm por etapa incluindo o seu selecionado no game, os pilotos e suas equipes licenciadas são os sequentes:
| Equipe                  | Chassis                   | Motores               | Pilotos               | Principal Patrocinador |
| ----------------------- | ------------------------- | --------------------- | --------------------- | ---------------------- |
| Patrick Racing          | Reynard 97i               | Ford XB               | Scoot Pruett          | Brahma                 |
| Patrick Racing          | Reynard 97i               | Ford XD               | Raul Boesel           | Brahma                 |
| Pacwest Racing          | Reynard 97i               | Mercedes IC180D       | Maurício Gugelmin     | Hollywood              |
| Pacwest Racing          | Reynard 97i               | Mercedes IC180D       | Mark Blundell         | Motorola               |
| Bettenhausen Racing     | Reynard 97i               | Mercedes IC180D       | Patrick Carpentier    | Alumax                 |
| Walker Racing           | Reynard 97i               | Honda HRR             | Gil de Ferran         | Valvoline              |
| All American Racers     | Reynard 96i               | Toyota RV8B           | Juan Manuel Fangio ll | Castrol                |
| All American Racers     | Reynard 97i               | Toyota RV8B           | PJ Jones              | Castrol                |
| Tasman Motorsports      | Reynard 97i               | Honda HRR             | André Ribeiro         | LCI                    |
| Tasman Motorsports      | Lola T97/00               | Honda HRR             | Adrián Fernandez      | Tecate                 |
| Newman-Haas Racing      | Swift 007.i               | Ford XD               | Christian Fittipaldi  | Budweiser              |
| Hogan Racing            | Reynard 97i               | Mercedes IC180D       | Dario Franchitti      | Hogan Racing           |
| Della Penna Motorsports | Lola T97/00               | Ford XD               | Richie Hearn          | Ralph´s                |
| Team Rahal              | Reynard 97i               | Ford XD               | Bobby Rahal           | Miller Lite            |
| Team KOOL Green         | Reynard 97i               | Honda HRR             | Parker Johnstone      | KOOL                   |
| Payton/Coyne Racing     | Reynard 97i / Lola T97/00 | Ford XD               | Michael Jourdain Jr   | Herdez                 |
| Arciero-Wells Racing    | Reynard 97i               | Toyota RV8B           | Hiro Matsushita       | Panasonic              |
| Forsythe Racing         | Reynard 97i               | Mercedes IC180D       | Greg Moore            | Player´s               |
| Davis Racing            | Reynard 97i               | Ford XD               | Gualter Salles        | Indusval               |
| Marlboro Team Penske    | Penske PC-26-97           | Ilmor Mercedes IC180D | Al Unser Jr           | Marlboro               |
| Marlboro Team Penske    | Penske PC-26-97           | Ilmor Mercedes IC180D | Paul Tracy            | Marlboro               |
| Target Chip Ganassi     | Reynard 97i               | Honda HRR             | Jimmy Vasser          | Target                 |
| Target Chip Ganassi     | Reynard 97i               | Honda HRR             | Alex Zanardi          | Target                 |

Na seleção para corrida única ou disputa da temporada completa é possível criar seu próprio piloto com livre escolha de nome de disputa e escolha de foto ilustrativa pré-definida a partir de faces de alguns pilotos genéricos, destaque para a possibilidade de selecionar mulheres entre essas fotos, uma vez que no grid original da temporada da CART não havia uma piloto feminina.
Caso escolha criar um piloto as equipes jogáveis são:
- All American Racers

- Newman-Haas Racing

- Team KOOL Green

- Forsythe Racing

- Patrick Racing

- Team Rahal

- Marlboro Team Penske

- Target Chip Ganassi

- CWS (Conforme as iniciais sugerem, é uma equipe com adesivos das logos da CART World Series)